# Emoia aurulenta
Espèce
Emoia aurulenta est une espèce de sauriens de la famille des Scincidae.

## Répartition
Cette espèce est endémique de Papouasie-Nouvelle-Guinée.

## Étymologie
Le nom spécifique aurulenta vient du latin aurulentus, de la couleur de l'or, en référence aux points dorés que l'on trouve sur les côtés de ce saurien.

## Publication originale
- Brown & Parker, 1985 : Three new lizards of the genus Emoia (Scincidae) from southern New Guinea. Breviora, no 480, p. 1-12 (texte intégral).